# Memphis Express
I Memphis Express sono una franchigia professionistica di football americano con sede a Memphis Tennessee, che gioca nella Alliance of American Football dalla stagione 2019. La franchigia disputa le sue gare al Liberty Bowl Memorial Stadium

## Storia
La Alliance of American Football annunciò di avere assegnato una franchigia a Memphis nella sua stagione inaugurale il 4 maggio 2018. Il 10 maggio 2018 fu annunciato che Mike Singletary sarebbe stato il capo-allenatore. La prima partita degli Express fu una sconfitta per 26-0 contro i Birmingham Iron il 10 febbraio 2019.
Il 16 marzo 2019, dopo una sconfitta per 22–9 contro i Salt Lake Stallions che fece scendere Memphis a un record di 1-5, la squadra annunciò la firma dell'ex vincitore dell'Heisman Trophy, il quarterback Johnny Manziel.